# التهاب الفوت

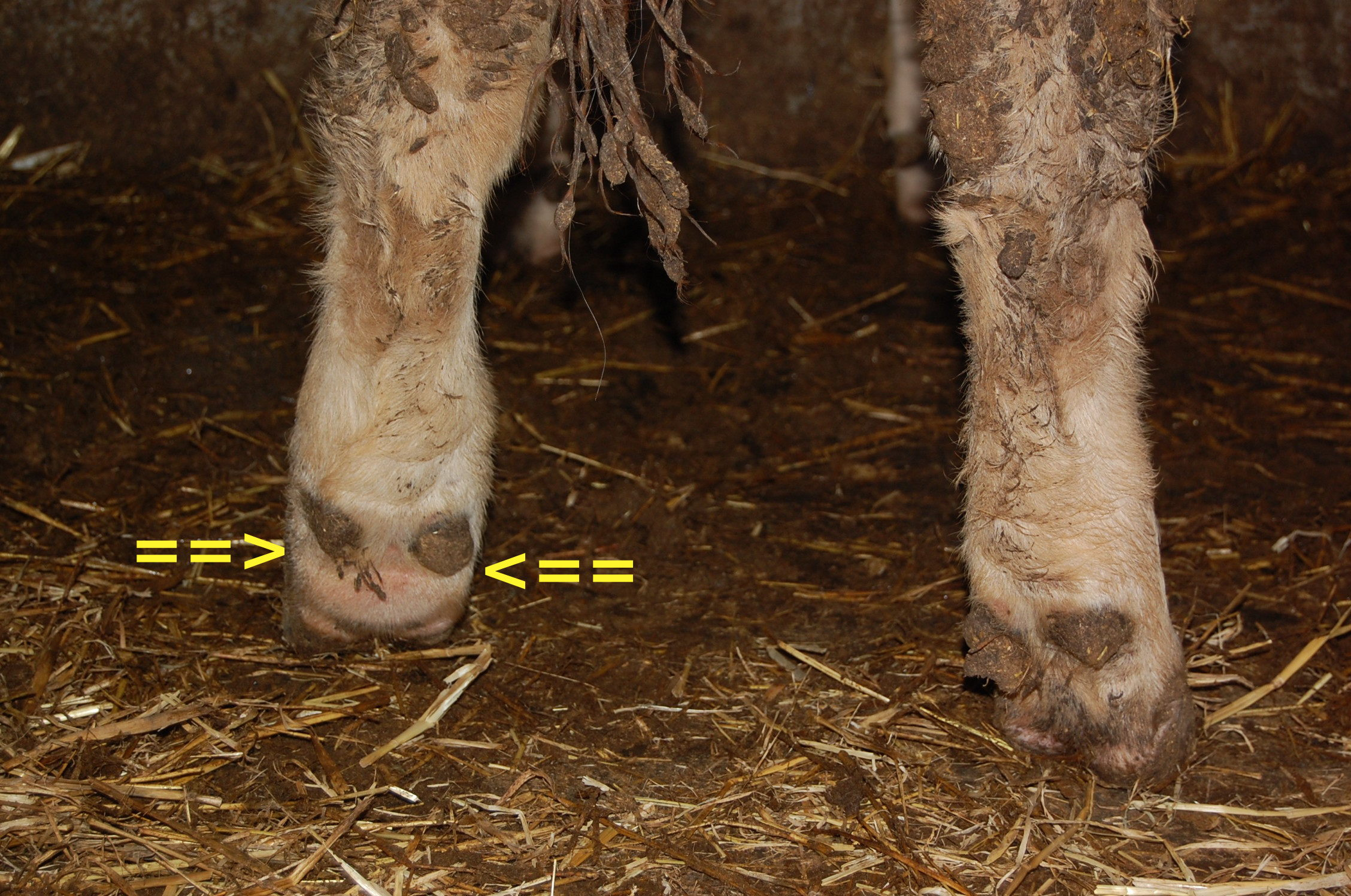
التهاب النسيج الخلوي بين الأصابع (Phlegmona interdigitalis) في أحد الثيران؛ توضح الأسهم وجود تضخم متماثل في الإصبع، وهو حالة مرضية شائعة تصيب الأنسجة الرخوة بين أصابع القدم.

التهاب الفَوْت أو التهاب جلد القدم المُعْدِي، هو عدوى حوافر شائعة في الأغنام والماعز والماشية. كما يوحي الاسم، فإنه يفسد قدم الحيوان، لاسيما المنطقة الواقعة بين أصابع قدمي الحيوان المصاب والتي تُسمَّى الفَوْت. الالتهاب مؤلم للغاية ومعد. يمكن علاجه بسلسلة من الأدوية، ولكن إذا لم يعالج، يمكن أن يصاب القطيع بأكمله. سبب الإصابة في الماشية نوعان من البكتيريا اللاهوائية، مغزلية ناخرة وعصوانية.  هذا الالتهاب الذي يعقبه التورّم يؤدي إلى العرج وقد يمتد الورم إلى الركبة والعرقوب.